# Hugo de Groot (Komponist)

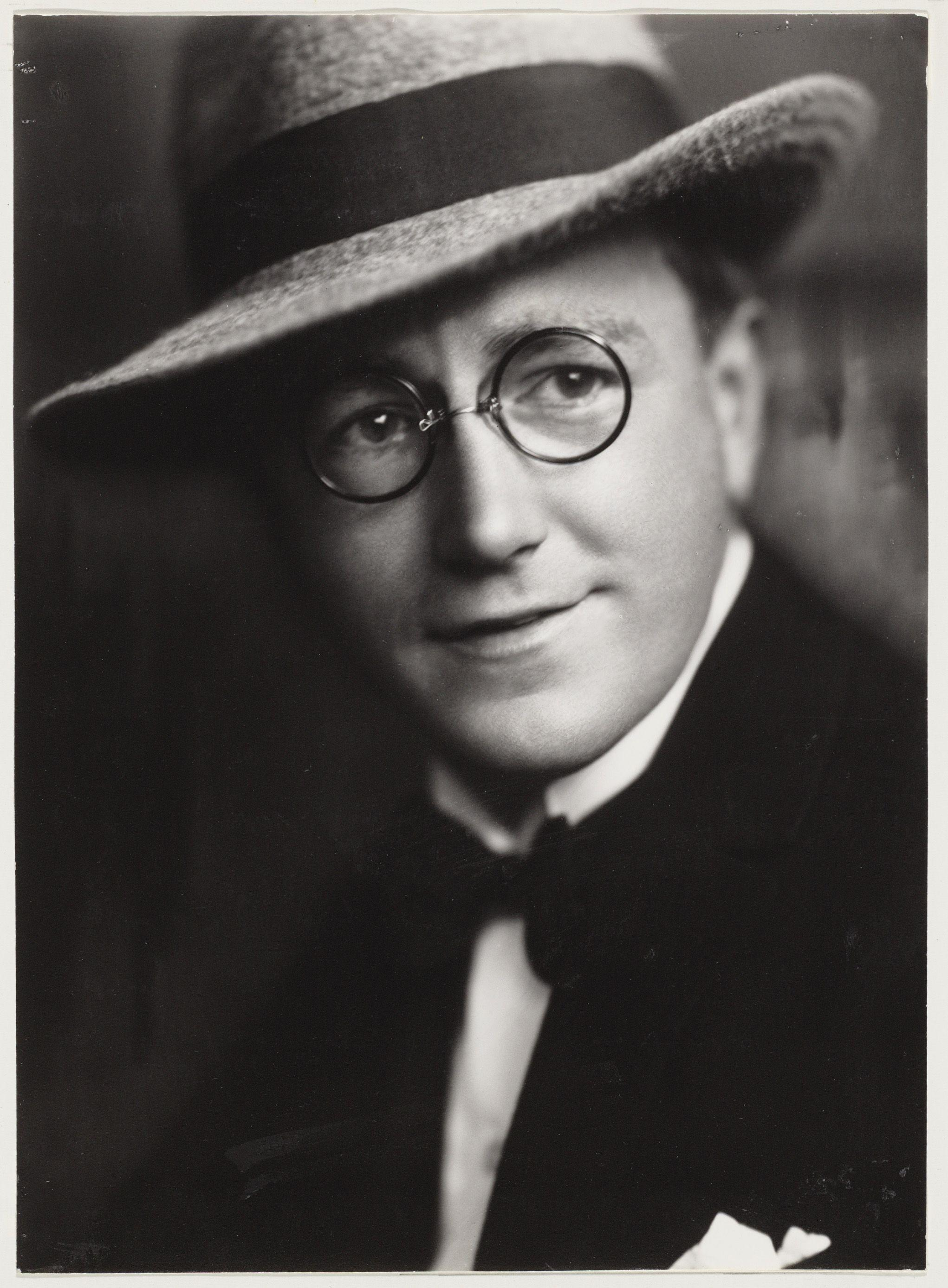
Hugo de Groot

Hugo de Groot (* 8. September 1897 in ’s-Hertogenbosch, Niederlande; † 6. November 1986 in Hilversum, Niederlande) war ein niederländischer Komponist, Dirigent und Musiker.

## Leben und Wirken
Auf den Musikschule von ’s-Hertogenbosch erlernte er bereits im Kindesalter Trompete und Violine und wirkte schon recht früh im Städtischen Orchester mit. Nachdem er als Violinist in Kinos Stummfilme untermalte und sich hiermit ein wenig Geld hinzuverdient hatte, studierte er am Königlichen Konservatorium in Den Haag, Niederlande. Bereits mit 18 Jahren hatte er die Berechtigung als Violin-Lehrer zu arbeiten. Mit 20 Jahren wurde er als Violinist, nach entsprechender Prüfung, in das weltbekannte Concertgebouw Orchester, Amsterdam aufgenommen. Hier hat er drei Jahre unter dem Dirigenten Willem Mengelberg gearbeitet. Um mehr Geld zu verdienen, hat er einen Sprung zum Kapellmeister eines Kino-Orchesters in Amsterdam gewagt. Als der Tonfilm seinen Einzug nahm, war ein Kino-Orchester nicht mehr vonnöten.
Auch da hatte er Glück, dass die niederländische Rundfunkgesellschaft VARA einen Dirigenten für ein noch aufzubauendes Rundfunk-Orchester suchte. Von 1929 bis 1940 war er Dirigent des VARA-Rundfunk-Orchesters. So wurde er bekannt und war Gastdirigent bei Symphonieorchestern im In- und Ausland. Die deutschen Besatzungsmächte enthoben ihn seiner Position, weil er nicht bereit war, unter diesen Voraussetzungen weiterzuarbeiten. Nach dem Krieg wurde er Direktor der Abteilung Musik des Wereldoemrop (vergleichbar mit dem Deutschlandfunk). Ferner war er Direktor eines Musikverlages und Gastdirigent von diversen Symphonieorchestern. Anschließend wechselte er zur Rundfunkgesellschaft AVRO und später zur Dachorganisation der niederländischen Rundfunkgesellschaften, der Nederlandse Radio Unie, als Dirigent des Promenade Orchesters.
Sein Gesamtwerk umfasst mehr als 1000 Kompositionen in allen möglichen Genres.

## Werke (Auswahl)

### Werke für Blasorchester
- 1940 Mars voor de Prinsesjes
- 1940 Hollandse Rhapsodie
  1. O Nederland let op Uw saek
  2. Een Scheepje
  3. Wilt heden nu treden
  4. Al is ons prins(es)je nog zo klein
- 1955 Tyrolienne für 2 Klarinetten und Blasorchester
- 1960 American Swingmarch
- 1960 Preludio Ritmico Ouverture
- 1962 Koopvaardijmars
- 1963 Gouden Vleugels
- 1964 Wacht op de Trans für Solo-Trompete und Blasorchester
- 1970 Images Pittoresques Suite
- 1972 Petit Ballet
  1. Polonaise
  2. Pas de deux
  3. Valse
  4. finale rythmique
- 1973 Circus Suite
  1. Eléphants - Marcia Maestoso
  2. Clowns - Allegretto Comico
  3. Trapèze - Tempo di Valse
  4. Pony's - Tempo di Galop
- 1974 Impulsen
- 1975 Thematicos Ouverture
- 1976 Italia Suite
  1. Tuscan Folk-song
  2. Venetian Barcarole
  3. Neapolitan Tarantella
- 1977 Paraphrase on an Irish Song für Bariton-Solo und Blasorchester
- 1978 Dutch Cavalcade
  1. Reiterfeest
  2. Boerensjees
  3. Hobbelpaardje
- Taptoe Holland Marsch
- Hoor, daar klinkt Trompetgeschal Einzugsmarsch für St. Nikolaus